# Compagnie générale des tramways suisses
La compagnie générale des tramways suisses (TS) est une compagnie formée le 20 novembre 1876. Elle avait pour but l'exploitation des tramways dans les villes de Suisse. Elle développe son action principalement dans les villes de Genève et Bienne. La fin de son exploitation à Genève eut lieu le 30 novembre 1900. Elle disparaîtra en décembre de la même année, pour former avec la Société genevoise des chemins de fer à voie étroite (VE), la Compagnie genevoise des tramways électriques (CGTE).

## Histoire

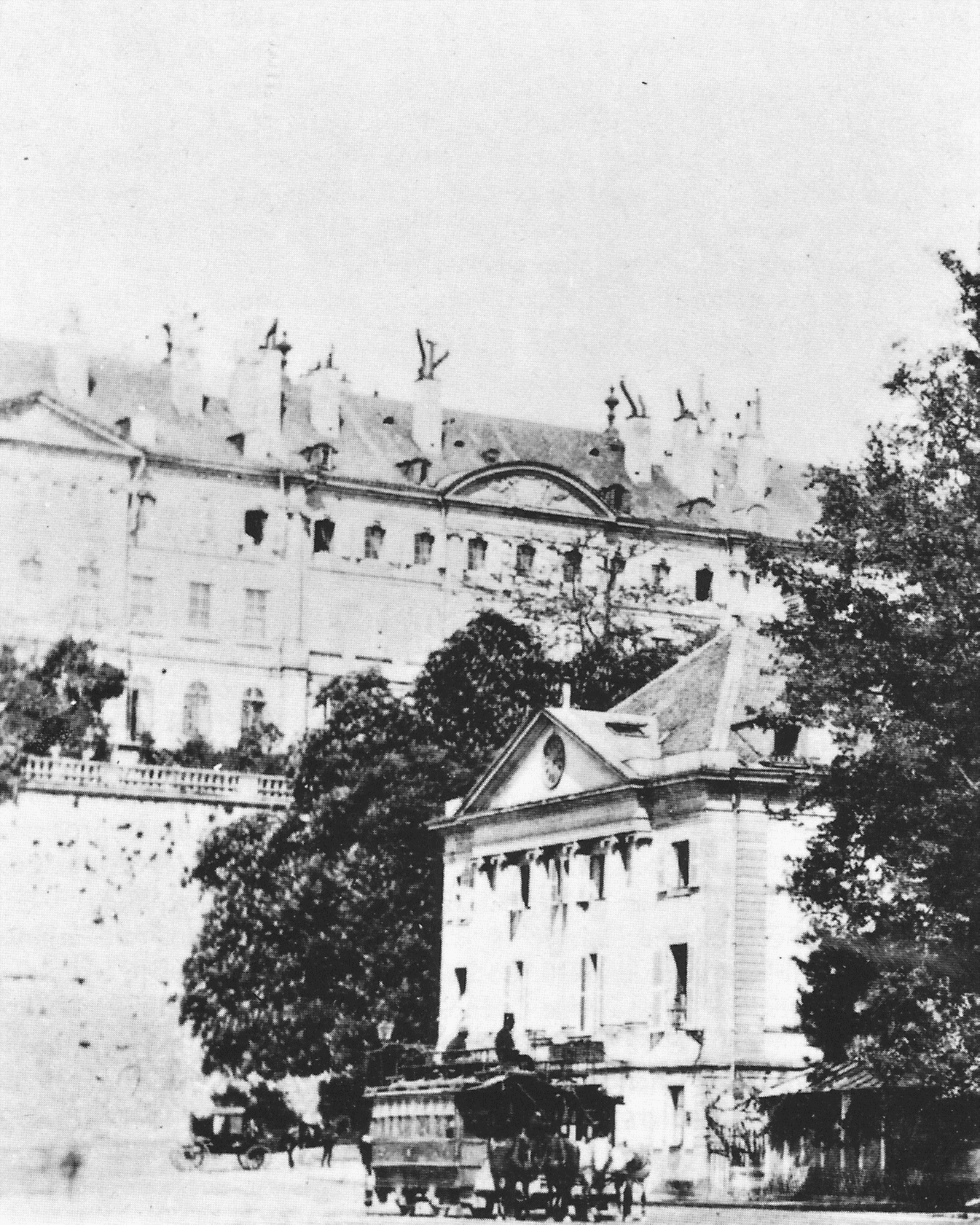
La Place Neuve en 1862

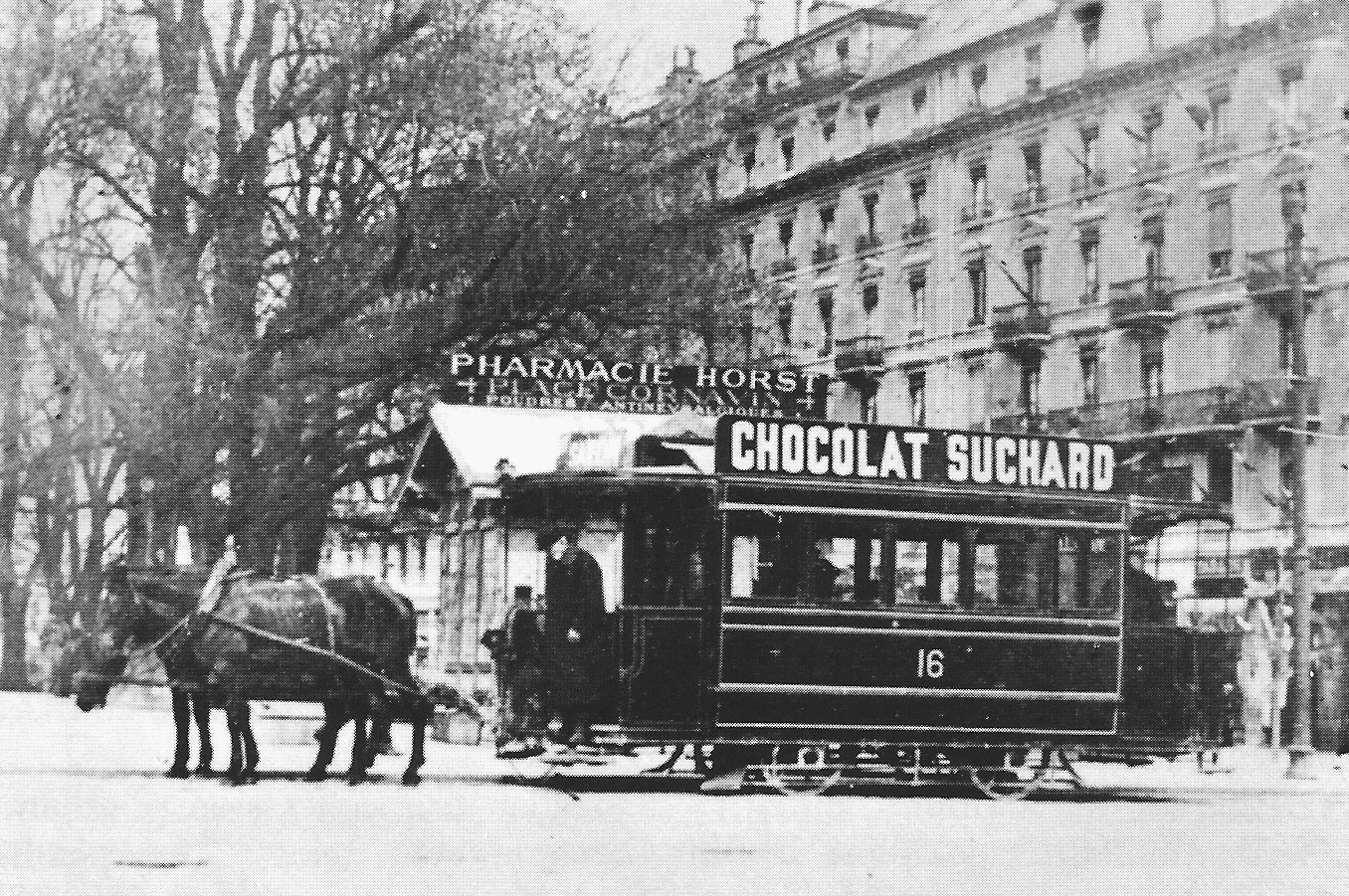
Cornavin en 1880

La Société anonyme des Tramways de Genève exploite plusieurs lignes à partir de 1862. Ses actifs sont repris par la Compagnie des tramways nord de Paris , puis par la nouvelle Compagnie générale des tramways suisses (TS).
La première ligne, Genève - Carouge ouverte en 1862, fut équipée de grosses voitures hippomobiles du type américain. Celles-ci étaient à impériales et avaient deux essieux équipés d'une suspension. Il en existait deux types : une possédait sept fenêtres latérales et une autre, légèrement plus grande, avec neuf fenêtres. Le compartiment inférieur, fermé et avec possibilité de le chauffer, avait deux bancs longitudinaux rembourrés et il était accessible depuis deux plates-formes extérieures ouvertes. D'une de ces plates-formes, un primitif et raide escalier conduisait à l'impériale complètement ouverte, où deux bancs en long situés au centre permettaient aux voyageurs de s'asseoir dos à dos. Grâce à ses deux plates-formes, ses voitures pouvaient rouler dans les deux sens sans devoir passer par une plaque tournante.
Des décorations, comprenant un écusson suisse et le nom de l'entreprise, ornaient les parois latérales des voitures. De par le poids supplémentaire représenté par l'impériale, la traction de celles-ci se faisait avec deux chevaux.
La nouvelle Compagnie des Tramways de Genève, puis celle des Tramways Suisses, prirent aussitôt en charge le remplacement des voitures vétustes et incommodes. Ces nouvelles voitures, dont l'impériale fut retirée, avaient une tare entre 2,8 et 2,3 tonnes. Leurs numérotations se faisaient à la suite, au fur et à mesure de leurs mises en service. Elles étaient peintes en vert et avaient sur le côté l'inscription « Tramways de Genève ». Celle-ci fut remplacée plus tard par le numéro.
Après de dures négociations, les TS acceptèrent la proposition d'achat de la CGTE pour le réseau de Genève et de la Haute-Savoie pour la somme de 6 500 000 de francs. Ceci permit le remboursement des emprunts-obligations et de verser aux actionnaires un substantiel bénéfice de liquidation, cas rare lors de la liquidation d'une entreprise de chemin de fer. Ce fut le 1er décembre 1900 que la CGTE prit possession du réseau TS, avec tous les actifs mobiliers et immobiliers, ainsi que les 180 ouvriers. Quant au réseau biennois, resté à la traction animale, n'intéressait pas la CGTE. Celui-ci fut vendu à la ville de Bienne pour 200 000 francs le 1er juillet 1901 qui le transforma en voie métrique et l'électrifia. Il fut totalement supprimé le 18 août 1949 après plus de septante ans d'activité.
C'est ainsi que disparut la Compagnie Générale des Tramways Suisses qui aura exploité que deux réseaux en Suisse et deux lignes en France. Cependant, elle aura largement contribué au développement du tramway en Suisse. Grâce à sa prudente gestion, elle sut rester financièrement saine et prospère.

## Les lignes

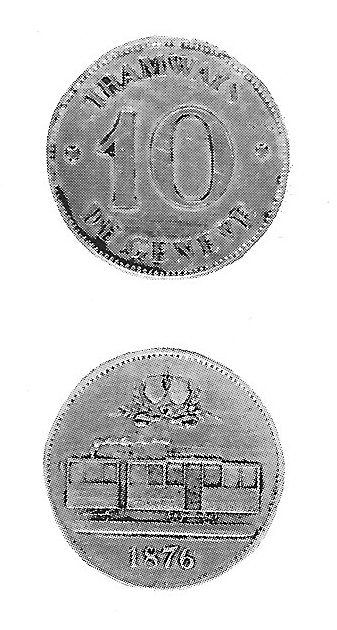
Jeton des TS

La compagnie TS exploitait un réseau à voie normale, constitué des lignes suivantes :
- Rondeau de Carouge - Place du Molard - Rive -  Chêne-Bougeries - Chêne-Bourg - Moillesullaz  - Annemasse[3] (gare)
- Cornavin - Place du Molard
- Annemasse - Étrembières
- Grand Pré - Cornavin - Champel
- Grand Pré - Petit Saconnex

Les sections  Moillesullaz - Annemasse et Annemasse - Etrembières  sont construites en territoire français, dans le département de la Haute-Savoie.
La longueur exploitée au 1er mars 1876, date du début de l'exploitation est de 7,5 kilomètres. Elle passa à 9 kilomètres en 1882, à 12 kilomètres en 1883, à 12,8 en 1891, à 14,6 en 1892 et à 20 kilomètres en 1894.

## Matériel roulant
Au début de l'exploitation, les lignes sont desservies à l'aide de tramways à chevaux. À partir de 1877, à la suite de l'essai d'une locomotive à vapeur de type tramway, la traction à vapeur est utilisée. En 1894, la traction électrique est appliquée sur la ligne Champel - Petit Saconnex.
Après avoir reçu des offres de constructeurs suisse et allemands, ce fut en 1893 que les TS passèrent commande de l'équipement électrique et de huit automotrices auprès de la Compagnie de l'industrie électrique et mécanique (CIEG, actuellement SAAS) pour la ligne Champel - Petit-Saconnex qui devait s'ouvrir l'année suivante. Si celle-ci fut choisie, c'était en raison de son excellent outillage et de ses travaux antérieurs. La partie mécanique venait de la Société Industrielle Suisse, laquelle avait déjà livré certaines voitures remorquées. Elles furent livrées en 1894.

### Automotrices de l'Exposition Nationale

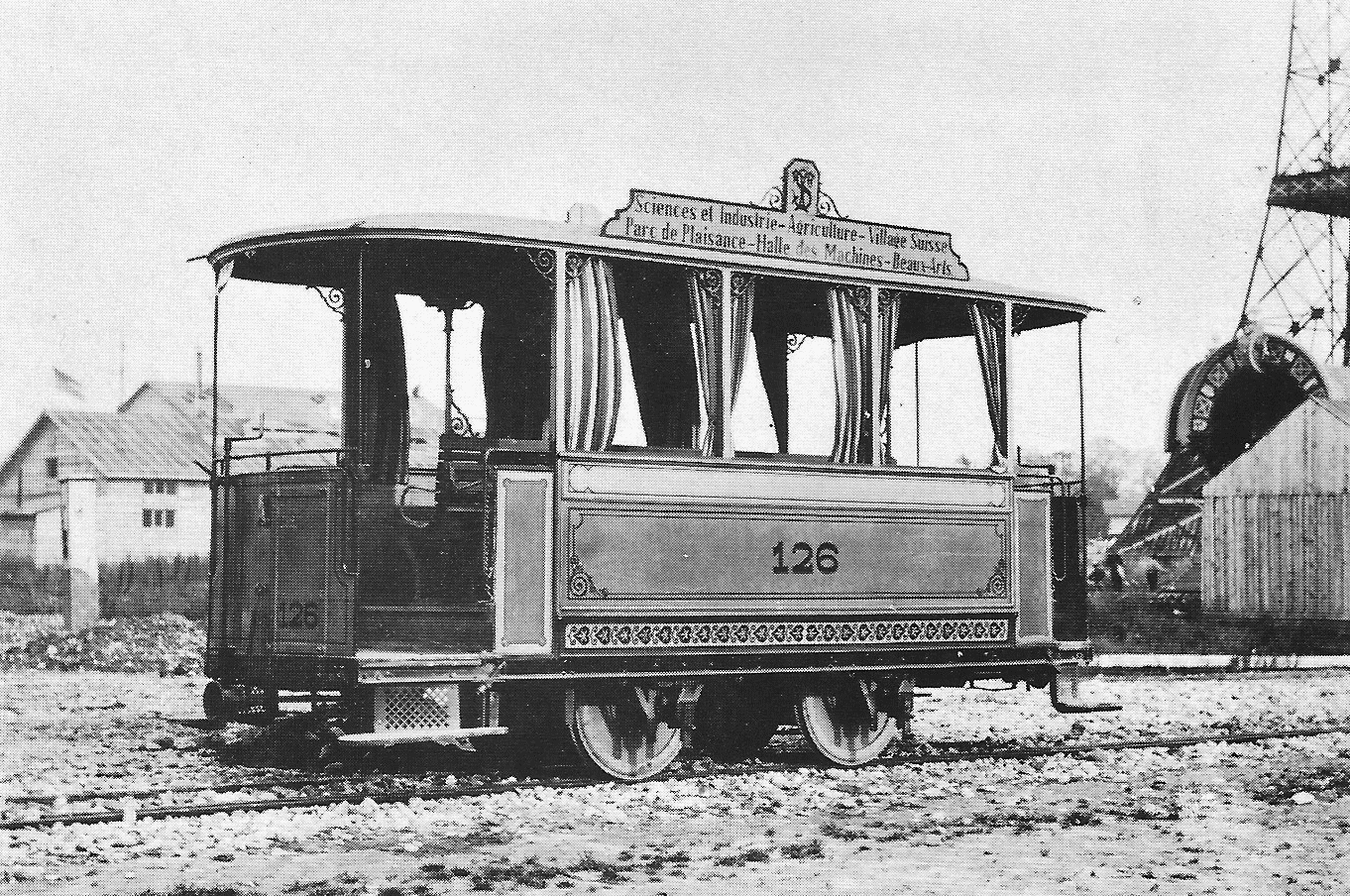
Ce 1/2 n°126

Pour le tramway circulaire à voie métrique installé dans l'enceinte de l'Exposition nationale de 1896, les TS utilisèrent huit automotrices Ce 1/2 n° 125 à 132. Elles avaient un moteur de 20 chevaux-vapeur sur un essieu avec alimentation électrique en 110 volts sur les deux voies et des frotteurs. Les roues étaient en bois afin d'isoler l'automotrice. Elles étaient semi-ouvertes, longues de 6 mètres et un empattement de 1,6 mètre, comme l'étaient les remorques d'été TS. Leurs capacités étaient de 14 places assises et une dizaine debout. Leurs éclairages se faisaient au pétrole.
À la fin de l'Exposition, leurs installations électriques furent démontées et elles furent modifiées pour l'écartement à voie normale. Elles furent utilisées comme remorques des automotrices électriques sur la ligne Moillesulaz - Carouge. Elles reprirent l'écartement métrique pour la CGTE et reçurent les numéros 301 à 306. Elles circulèrent sur la ligne de Versoix et surtout la ligne 12 jusque dans les années trente. Dans ces mêmes années furent mises à la ferraille trois remorques à Genève.
En 1934, trois de ces remorques passèrent sur le chemin de fer Clarens-Chailly-Blonay et restèrent en service jusqu'à la fin de l'exploitation de cette ligne le 31 décembre 1955 avec les numéros 11, 12 et 14. L'automotrice 131 passa au chemin de fer Allaman-Aubonne-Gimel, avec le n° 2, et fut mise hors service en 1925. La 132 passa aux TL, sous le numéro 102 et fut démolie aux environs de 1931.

### Véhicules spéciaux
En 1876, l'Hôpital cantonal qui demeure situé proche de la rue de Carouge fournit aux TS une voiture faite spécialement pour le transport des malades. Contrairement à d'autres villes, les TS n'ont jamais possédé de tramway-corbillard.
Les TS mirent en service, en 1880, cinq petits fourgons pour le transport de la poste et un sixième fut mis en service quelques années plus tard. En 1892, trois autres vinrent augmenter le parc. Tous circulèrent jusqu'à la fin des TS.

## Images

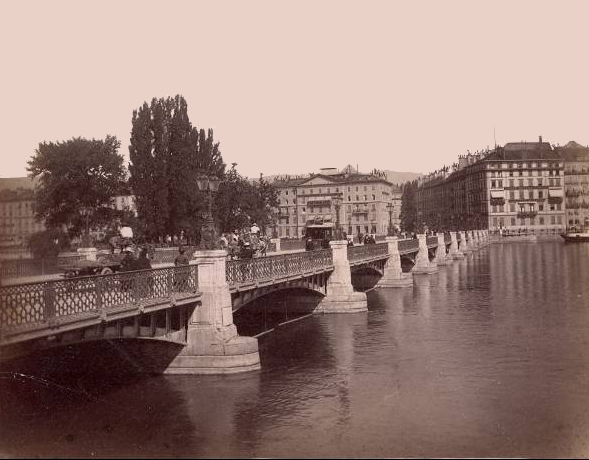
Un tramway à cheval de la compagnie TS sur le pont du Mont-Blanc
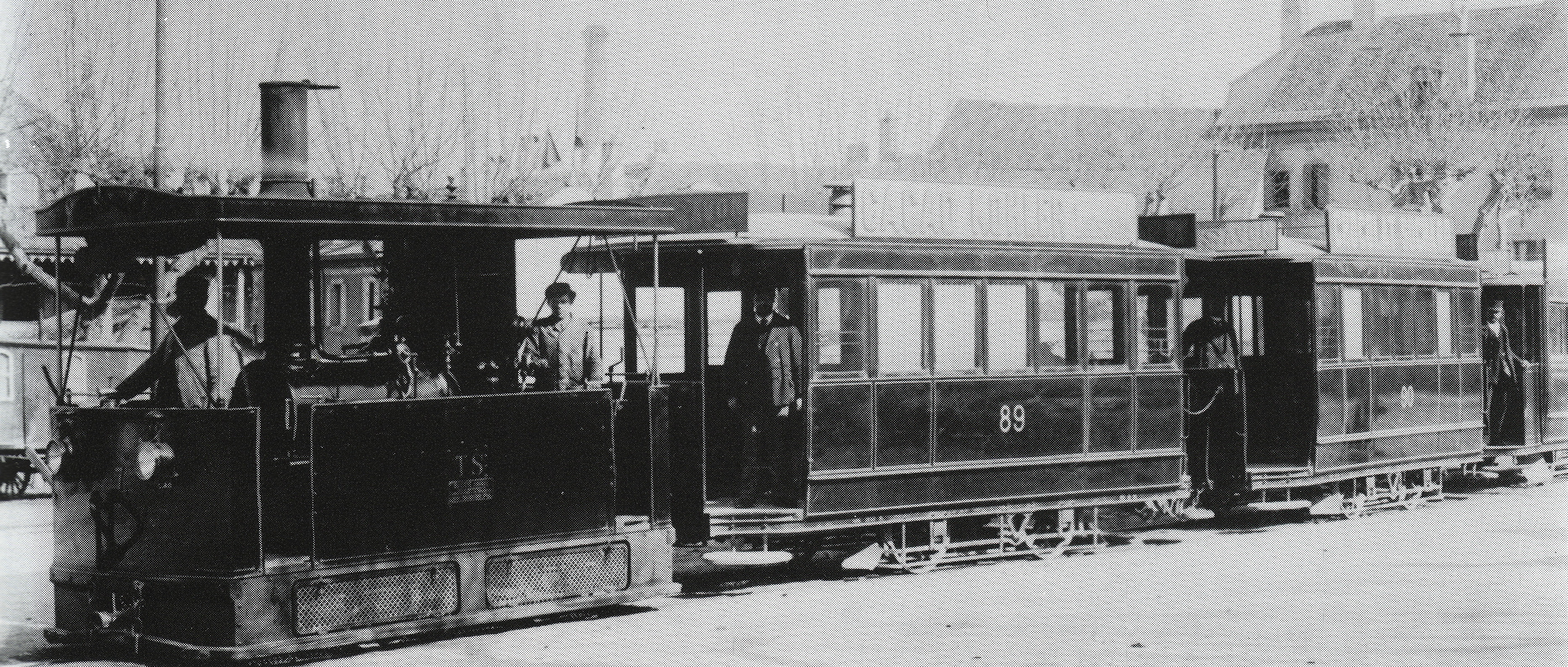
Un train de la compagnie TS